# The Luck of the Irish
The Luck of the Irish és una pel·lícula estatunidenca dirigida per Henry Koster, estrenada el 1948.

## Argument[1]
Comèdia romàntica amb elements fantàstics en la línia de "Que bonic és viure!" de Frank Capra. Steven Fitzgerald és un periodista novaiorquès que, durant un viatge a Irlanda, es creua amb un follet i amb una atractiva jove. Quan torna a la seva ciutat, inexplicablement, torna a trobar-se'ls.

## Repartiment
- Tyrone Power: Stephen Fitzgerald
- Anne Baxter: Nora
- Cecil Kellaway: Horace
- Lee J. Cobb: David C. Augur
- James Todd: Bill Clark
- Jayne Meadows: Frances Augur
- J.M. Kerrigan: Tatie
- Phil Brown: Tom Higginbotham

## Premis i nominacions
Nominacions
- 1949: Oscar al millor actor secundari per Cecil Kellaway